# Oecomys superans
El ratón arrozalero selvático (Oecomys superans) es una especie de roedor de la familia Cricetidae

## Distribución geográfica
Se encuentra en Brasil, Colombia, Ecuador y Perú.